# Dreptul de decizie cu privire la bunăstarea copilului
Dreptul de decizie cu privire la bunăstarea copilului aparține părinților. Aceasta este o componentă a autorității parentale. Acest drept se poate restricționa în condițiile în care un părinte este decăzut din drepturile părintești sau, în cazul țărilor în care este în vigoare custodia unică, prin decizia de încredințare a minorilor. Astfel, în cazul custodiei unice instanța decide care dintre părinți va păstra dreptul de decizie cu privire la bunăstarea copilului (cine va deveni părinte custodian) și care părinte va pierde acest drept (cine va deveni părinte necustodian). Legislația europeană cu privire la exercitarea autorității părintești face distincția între deciziile zilnice, curente, și deciziile majore care afectează bunăstarea copilului.